# Adrasman
Adrasman (en tadjik : Адрасмон, en russe : Адрасман, en persan : ادرسمان) est une localité de type urbain du Tadjikistan dans la province de Sughd (ancienne Sogdiane). Le recensement du 10 novembre 2010 lui donne un nombre d'habitants s'élevant à 14 933 personnes.

## Géographie
Adrasman se trouve sur les pentes sud-ouest des  monts Kourama. Son nom provient de la plante Peganum harmala, « adrasman » en persan.

## Historique
Le village a été fondé le 26 mars 1941 par des géologues, menant des recherches en vue de l'extraction de minerais (notamment d'uranium). Un décret du comité de défense d'État de l'URSS du 8 décembre 1944 oblige à transférer les mines et dépôts d'uranium (dont Adrasman) du commissariat du Peuple de la métallurgie au NKVD, avant le 1er janvier 1945. Le 6 janvier 1945, Lavrenti Beria signe un décret du NKVD n° 007 à propos de l'extraction, de l'exploitation et des travaux de recherche (ce qui concerne Adrasman) des mines et des usines d'uranium dont une grande partie de la main d'œuvre était fournie par les prisonniers du goulag. C'est ainsi que les premiers baraquements se construisent ici.
Au fil des années des combinats importants se forment :
- Combinat minier d'Adrasman (il ferme ses portes après l'écroulement de l'URSS; une partie est remise en service avec la privatisation menée par Kazinvest-Мineral le 17 juillet 2006), tourné vers le minerai de plomb[3].
- Usine d'Adrasman (Адрасманский завод) qui produit des équipements à basse tension, appareils d'éclairage, appareils à basse tension, etc.

Une grande partie de la population russophone quitte la ville dans les années 1990, mais il existe encore actuellement une minorité importante d'habitants russophones d'origine russe, ukrainienne, lituanienne, etc.